# الچین سانگو
اِلچین سانگو (به ترکی استانبولی: Elçin Sangu؛ زادهٔ ۱۳ اوت ۱۹۸۵ در ازمیر) بازیگر، مدل و خواننده اهل ترکیه است. قبل از شروع حرفه بازیگری، او در بخش اپرای دانشگاه مرسین تحصیل کرد. او بیشتر برای بازی در نقش دفنه در سریال عشق اجاره‌ای شناخته می‌شود که از ژوئن ۲۰۱۵ تا پایان آن در ژانویه ۲۰۱۷، از شبکه تلویزیونی استار تی‌وی ترکیه پخش شد. او برای اجرای خود در این نقش، برنده سه جایزه پروانه طلایی شد.

## حرفه
سانگو که فارغ‌التحصیل رشته اپرا از دانشگاه مرسین است بعد از پشت سر گذاشتن کلاس‌های بازیگری، به بازی در سریال‌های تلویزیون ترکیه پرداخت.

## فیلم‌شناسی

### تلویزیون
| سال       | عنوان                               | نقش         |
| --------- | ----------------------------------- | ----------- |
| ۲۰۱۱      | روزی روزگاری                        | ژاله        |
| ۲۰۱۳–۲۰۱۰ | عشق چند سایز میپوشد                 | رودخانه     |
| ۲۰۱۳-۲۰۱۴ | حکایت یک عشق                        | ادا         |
| ۲۰۱۴      | سعید و شورا                         | گزیده       |
| ۲۰۱۴      | عشق واژگون شده                      | زینب        |
| ۲۰۱۵-۲۰۱۷ | عشق اجاره‌ای                         | دفنه توپال  |
| ۲۰۱۸      | جاودانه ها /مردگان (سریال اینترنتی) | میا         |
| ۲۰۱۸-۲۰۱۹ | تصادف                               | زینب تونچ   |
| ۲۰۲۰      | در روز خوب در روز بد                | لیلا        |
| ۲۰۲۱      | دروغگوها‌ و شمع‌ها                    | جیلا بیلیگن |

### سینما
| سال  | عنوان             | نقش         |
| ---- | ----------------- | ----------- |
| ۲۰۱۷ | زمان خوشبختی      | ادا آلتونای |
| ۲۰۲۰ | Leyla Everlasting | نرگس        |

### موزیک ویدئو
| سال  | هنرمند                    | عنوان                     |
| ---- | ------------------------- | ------------------------- |
| ۲۰۱۴ | تویگار اشیکلی             | وعده اتفاق می‌افتد         |
| ۲۰۱۷ | الچین سانگو و باریش آردوچ | این آب هرگز متوقف نمی‌شود! |